# Stazione di Ryōgoku
La Stazione di Ryōgoku (両国駅?, Ryōgoku-eki) è una stazione ferroviaria di Tokyo che serve la linea Chūō-Sōbu della JR East e la linea Ōedo della metropolitana di Tokyo.
La stazione serve il Ryōgoku Kokugikan, la principale arena di Sumo del Giappone.

## Linee

### Treni
- East Japan Railway Company
  - ■ Linea Chūō-Sōbu

### Metropolitana
- Toei Metro
  -  Linea Ōedo